# Квемо-Сарали
Квемо-Сарали (груз. ქვემო სარალი, азерб. Aşağı Saral) — село в Марнеульском муниципалитете края Квемо-Картли республики Грузия, расположенное около автомагистрали Марнеули-Садахло. Жителей больше 1300 человека. Рядом расположено село Земо-Сарали.
Климат в селе прохладный.

## Достопримечательности
- Мечеть имени Захры ханум[2]
- Средняя школа

## Известные уроженцы
- Майоров, Александр Васильевич - советский режиссёр, сценарист, продюсер[3].